# Mutule

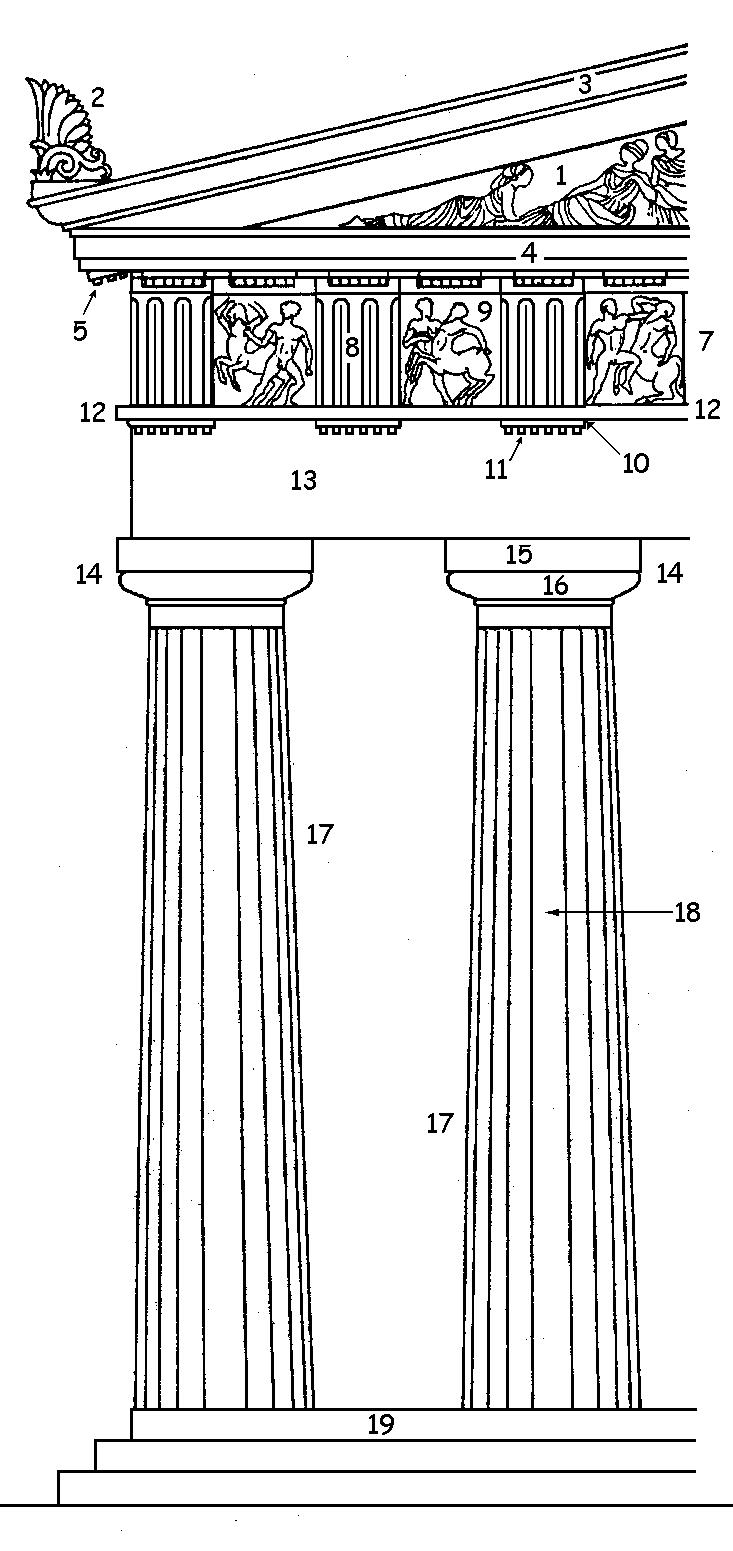
La mutule (5) est situé sous le geison de la corniche (4).

La mutule (du latin mutulus signifiant « tête de chevron »), est un élément d'ornement de l'architecture antique gréco-romaine constituant une plaquette en biseau et faisant partie de l'entablement. Appartenant à l'ordre dorique, elle est située sous le geison, face au triglyphe dont elle partage la largeur. Les mutules sont disposées au-dessus des triglyphes et des métopes et correspondent aux regulae qui les soulignent.

## Symbolique
Les ornements de l'architecture grecque classique correspondent à des éléments qui étaient fonctionnels dans l'architecture de bois et de terre cuite de l'époque archaïque. Selon la théorie de Vitruve qui n'est pas sans poser des problèmes, la mutule représente symboliquement l'arbalétrier à travers laquelle les chevilles étaient enfilées pour fixer le chevron en suivant l'inclinaison du toit.

## Particularités
Dans l'ordre dorique romain, la mutule est décorée de trois rangées de gouttes. Elle est assimilée au modillon en forme de console renversée des autres ordres architecturaux.
Dans l'ordre dorique romain, la mutule est horizontale, parfois couronné d'un filet, ayant un emploi similaire au modillon dans l'ordre corinthien.